# Okup za Eraka
Okup za Eraka (ang. Erak's Ransom) – siódma książka z cyklu powieści fantasy Zwiadowcy, autorstwa australijskiego pisarza Johna Flanagana.

## Opis fabuły
Akcja książki dzieje się po wydarzeniach opisanych w Bitwie o Skandię. W zamku Redmont odbywa się ślub Halta i lady Pauline. Jednak do Araluenu dociera wiadomość, że Erak, Skandyjski oberjarl, został wzięty jako zakładnik podczas napadu na ziemie pustynne na południe od Morza Spokojnego. Will, Halt, Gilan, Evanlyn, Horace i Svengal wyruszają do Arydii aby zawieźć okup za Eraka. Obcy na obcej ziemi, bohaterowie muszą zmierzyć się nie tylko z porywaczami, ale stawić czoła burzom piaskowym i koszmarnemu gorącu, które przemieniło krainę Arydów w piekło – piekło, w którym nic nie jest takie, jakim wydaje się na pierwszy rzut oka.